# 삼방
삼방(三防)은 북한의 관광지이다. 경원선 기차를 타고 서울에서 피서가는 사람이 많았다.
약수와 계곡이 유명했다. 일제시대엔 스키장도 있었다.
함경남도 안변군 신고산면에서 북강원도 세포군으로 편입되었고, 삼방 지역 3개리가 삼방리로 통합되었다.